# Les Années de rêves
Pour plus de détails, voir Fiche technique et Distribution.
Les Années de rêves est un film canadien réalisé par Jean-Claude Labrecque et sorti en 1984.

## Synopsis
Commençant par un mariage et se terminant aux jours sombres d'octobre 1970, Les années de rêves est le constat doux-amer des espoirs trahis d'une génération qui a «rêvé» qu'une révolution était en cours et qui a voulu en profiter. Le film illustre les positions intellectuelles et le vécu de certains Québécois des années 1960, à travers la montée du syndicalisme, l'émergence du sentiment nationaliste, la démocratisation de l'enseignement et l'entrée des jeunes francophones dans le milieu des affaires.
Cette production est la suite du film Les Vautours du même réalisateur et les principaux acteurs y reprennent leur rôle original.

## Fiche technique
- Titre : Les Années de rêves
- Réalisation : Jean-Claude Labrecque
- Scénario : Robert Gurik - Marie Laberge - Jean-Claude Labrecque
- Musique : Robert Charlebois - Claude Péloquin
- Montage : François Labonté
- Image : Alain Dostie
- Producteurs : François Labonté - Claude Bonin
- Sociétés de production : Les Films Vision 4
- Pays :  Canada
- Langue : Français
- Genre : fiction
- Durée : 96 min
- Dates de sortie : 20 septembre 1984 au Canada

## Distribution
- Gilbert Sicotte : Louis Pelletier
- Monique Mercure : Tante Yvette Laflamme
- Carmen Tremblay : Tante Marie Roberge
- Amulette Garneau : Tante Adèle McKenzie
- Jean Mathieu : Oncle John McKenzie
- Monique Joly : Madame Garand
- Roger Lebel : Armand Bouchard, député de Limoilou
- Anne-Marie Provencher : Claudette Pelletier
- Marie Laberge : Simone
- Yves Desgagnés : Yves
- Josée Labossière : France
- Claude Laroche : Roger
- Septimiu Sever : Tibor
- John Wildman : John-John
- Lothaire Bluteau : Fernand
- Julien Poulin : Photographe du mariage
- Guillaume Lemay-Thivierge : Mathieu à 5 ans
- Alexandre Guertin-Aird : Mathieu à 2 ans